# Czubak brunatny
Czubak brunatny (Aviceda jerdoni) – gatunek ptaka drapieżnego z rodziny jastrzębiowatych (Accipitridae). Żyje w Azji Południowej i Południowo-Wschodniej. Przeciętny czubak brunatny ma 46 cm długości. Żywi się głównie jaszczurkami i dużymi owadami.
Podgatunki i zasięg występowaniaWyróżnia się pięć podgatunków Aviceda jerdoni:
- A. jerdoni jerdoni (Blyth, 1842) – północno-wschodnie Indie, południowe Chiny, Mjanma, Indochiny i Sumatra
- A. jerdoni ceylonensis (Legge, 1876) – południowo-zachodnie Indie i Sri Lanka
- A. jerdoni borneensis (Brüggemann, 1876) – Borneo
- A. jerdoni magnirostris (Kaup, 1847) – Filipiny
- A. jerdoni celebensis (Schlegel, 1873) – Celebes, wyspy Banggai i Sula

StatusMiędzynarodowa Unia Ochrony Przyrody (IUCN) uznaje czubaka brunatnego za gatunek najmniejszej troski (LC – Least Concern). Liczebność populacji zawiera się w przedziale 1000–10 000 osobników. Trend liczebności populacji uznaje się za spadkowy.